# Грант (округ, Канзас)
Шаблон:StateAbbr_ 37°35′00″ пн. ш. 101°19′59″ зх. д. / 37.5833° пн. ш. 101.333° зх. д.
Грант (англ. Grant County) — округ (графство) у штаті Канзас, США. Ідентифікатор округу 20067.

## Історія
Округ утворений 1873 року.

## Демографія
За даними перепису
2000 року
загальне населення округу становило 7909 осіб, зокрема міського населення було 6259, а сільського — 1650.
Серед мешканців округу чоловіків було 3969, а жінок — 3940. В окрузі було 2742 домогосподарства, 2099 родин, які мешкали в 3027 будинках.
Середній розмір родини становив 3,34.
Віковий розподіл населення поданий у таблиці:
| Стать    | До 15 років | 15-21 | 22-29 | 30-39 | 40-49 | 50-65 | 65-85 | Понад 85 |
| -------- | ----------- | ----- | ----- | ----- | ----- | ----- | ----- | -------- |
| Чоловіки | 1113        | 443   | 421   | 563   | 581   | 529   | 296   | 23       |
| Жінки    | 1015        | 432   | 391   | 574   | 593   | 491   | 384   | 60       |

## Суміжні округи
- Карні — північ
- Фінні — північний схід
- Гаскелл — схід
- Стівенс — південь
- Стентон — захід
- Гамільтон — північний захід

## Виноски
1. ↑  U.S. Decennial Census. United States Census Bureau. Архів оригіналу за 26 квітня 2015. Процитовано 24 липня 2014.
2. ↑  Historical Census Browser. University of Virginia Library. Архів оригіналу за 16 серпня 2012. Процитовано 24 липня 2014.
3. ↑  Population of Counties by Decennial Census: 1900 to 1990. United States Census Bureau. Архів оригіналу за 5 червня 2019. Процитовано 24 липня 2014.
4. ↑  Census 2000 PHC-T-4. Ranking Tables for Counties: 1990 and 2000 (PDF). United States Census Bureau. Архів оригіналу (PDF) за 18 грудня 2014. Процитовано 24 липня 2014.
5. ↑  State & County QuickFacts. United States Census Bureau. Архів оригіналу за 6 серпня 2011. Процитовано 24 липня 2014.(англ.) Наведено за англійською вікіпедією.
6. ↑  American FactFinder. Бюро перепису населення США. Архів оригіналу за 21 травня 2008. Процитовано 31 січня 2008.

| США | Це незавершена стаття з географії США. Ви можете допомогти проєкту, виправивши або дописавши її. |